# Can Gil (Montmeló)
Can Gil és un edifici de Montmeló (Vallès Oriental) protegit com a bé cultural d'interès local. Sembla se que fou construït a meitat del s, XIX i que estat originàriament un hostal, cafè i teatre. Actualment la meitat és un bar i l'altra meitat una botiga.

## Descripció
És un edifici civil entre mitgeres. Horitzontalment presenta dues divisions. La part inferior intercala les dues portes d'accés al bar i a la botiga, amb les portes i les escales que condueixin al pis superior, format per una gran balconada de ferro que dona sortida exterior a tres finestres. Tant les finestres com les portes són decorades amb una senzilla motllura que les cobreix, i els carreus del mur són esgrafiats. En la part superior hi ha una petita teulada que cobreix el balcó.